# Антитерористичні навчання ШОС (2007)

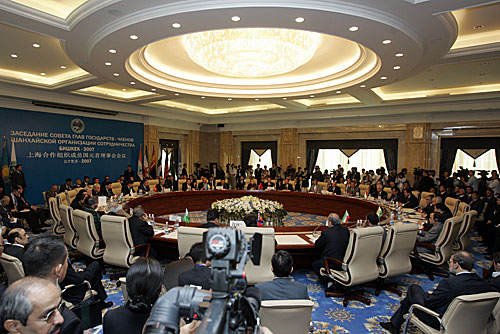
Розширене засідання Шанхайської організації співробітництва. Бішкек, Киргизстан. 16 серпня 2007

Антитерористичні навчання Шанхайської організації співробітництва («Мирна місія-2007») пройшли в серпні 2007 року в Челябінській області Росії. У навчаннях взяли участь країни ШОС — Киргизстан, Китай, Росія, Казахстан, Таджикистан і Узбекистан. Статус спостерігача отримали Іран і Монголія. США також намагалися послати своїх спостерігачів, однак ШОС відповіла відмовою.

## Підготовка
Проведення навчань було заплановано в квітні 2006 року, при цьому міністр оборони Росії Сергій Іванов на нараді глав міноборони країн-членів ШОС в Пекіні зазначив, що навчання не спрямовані проти якихось країн.
За даними Міноборони, витрати на проведення навчань склали більше 2 млрд рублів. Кошти витрачені на реконструкцію полігону «Чебаркуль», будівництво та ремонт об'єктів інфраструктури. Для висвітлення перебігу навчань був створений прес-центр.

## Хід навчань

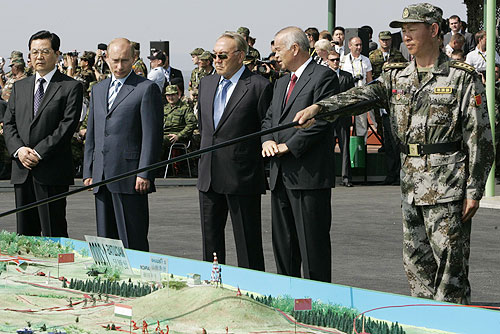
Голова КНР Ху Цзіньтао, президент Росії Володимир Путін, президент Казахстану Нурсултан Назарбаєв, президент Узбекистану Іслам Карімов у макета полігону. Спостереження за ходом завершальної фази навчань. Чебаркуль, Росія. 17 серпня 2007

9 серпня в китайському місті Урумчі Синьцзян-Уйгурського автономного району оголошено про початок навчань. На консультаціях в Урумчі головував член Центральної військової ради КНР — начальник генерального штабу НВАК Лян Гуанлє. У консультації брали участь перший заступник міністра оборони Казахстану — голова Комітету начальників штабів ВС генерал армії Мухтар Алтинбаєв, начальник генштабу ЗС Киргизстану генерал-майор Борис Югай, начальник генштабу ЗС РФ генерал армії Юрій Балуєвський, начальник Головного штабу ЗС Таджикистану генерал-лейтенант Раміль Надиров, заступник начальника Об'єднаного штабу ЗС Узбекистану генерал-майор Носірбек Усманбеков. Учасники підкреслили важливість майбутніх навчань і їх роль у спільному захисті та гарантії безпеки країн ШОС. 11 серпня відбулося офіційне відкриття на армійському полігоні «Чебаркуль» в Челябінській області.
У заходах було задіяно понад 7,5 тисяч військовослужбовців країн ШОС (за даними В. Молтенського), більше тисячі одиниць бойової техніки. З боку Китаю діяли 1,7 тис. солдатів НВАК, вертольоти G-9, Мі-17 і штурмовики G-7А. Казахстан і Таджикистан направили десантно-штурмові роти, Киргизстан — елітний десантно-штурмовий взвод «Скорпіон», узбецькі офіцери брали участь у штабних навчаннях та керівництві маневрами. У ході навчань витрачено 700 тисяч патронів для стрілецької зброї, 17 тисяч зарядів для бойових машин піхоти, 5 тисяч — для гранатометів, 1,7 тисячі — для артилерії. З російського боку діяли частини 34-ї мотострілецької дивізії Приволзько-Уральського військового округу, 512-й окремий загін спеціального призначення 3-ї окремої гвардійської бригади спеціального призначення РУ ГШ РФ, армійська і фронтова авіація, підрозділи ВДВ і внутрішніх військ.
Навчання проходили в п'ять етапів: ведення розвідки, захоплення ключових районів, блокування та переслідування терористів, їх роззброєння і ліквідація на землі і з повітря.
17 серпня відбулася церемонія завершення навчань, на якій були присутні лідери країн-учасниць ШОС — голова КНР Ху Цзіньтао, президент РФ Володимир Путін, президент Казахстану Нурсултан Назарбаєв, президент Киргизстану Курманбек Бакієв, президент Таджикистану Емомалі Рахмон і президент Узбекистану Іслам Карімов.
На заключному етапі спільні антитерористичні сили вели штурм укріпленого пункту, захопленого умовними терористами. У штурмі брали участь безпілотні літаки-розвідники, бойові вертольоти і винищувачі, артилерія, декілька сотень бойових машин піхоти, бронетранспортерів і машин спецназу.

## Оцінки
Китайське агентство Сіньхуа прокоментувало вчення як демонстрацію «рішучості протидіяти» «трьом силам» — тероризму, сепаратизму і екстремізму і підтримувати мир у регіоні і в усьому світі".
Володимир Путін по завершенні навчань зазначив: «Сьогоднішні навчання — ще один крок у зміцненні відносин між нашими країнами. Крок, спрямований на зміцнення міжнародного миру, безпеки і, насамперед, безпеки наших народів». Генерал-майор Володимир Глєбов повідомив, що підсумки навчань в ході обговорення в російському штабі під керівництвом заступника головкому генерал-полковника Володимира Молтенського були високо оцінені. Глєбов не виключив можливості проведення надалі двосторонніх російсько-китайських навчань.
У ряді західних ЗМІ вчення розцінювалися як протидія центрально-азійських країн впливу США в регіоні. Британська Daily Telegraph назвала ШОС другим «Варшавським договором», зазначивши, що США будуть з тривогою спостерігати за навчаннями. Коментуючи вчення, New York Times пов'язує створення ШОС з прагненням Китаю та Росії встановити контроль над великими запасами енергоносіїв у Середній Азії. Suddeutsche Zeitung оцінила вчення як «намір створити центр впливу, незалежний від Заходу». З аналогічними оцінками виступили французька Le Figaro, німецька Die Tageszeitung, японська Yomiuri..